# Воронино (Орловская область)
Воронино — деревня в Дмитровском районе Орловской области России. Входит в состав Домаховского сельского поселения.

## География
Деревня находится в юго-западной части Орловской области, в лесостепной зоне, в пределах центральной части Среднерусской возвышенности, на левом берегу реки Неруссы, на расстоянии примерно 13 километров (по прямой) к западу от города Дмитровска, административного центра района. Абсолютная высота — 176 метров над уровнем моря.

### Климат
Климат умеренно континентальный, с умеренно холодной продолжительной зимой и тёплым летом. Среднегодовая температура воздуха — 4,9 °C. Средняя температура воздуха самого холодного месяца (января) — −9,7 °C; самого тёплого месяца (июля) — 19 °C. Среднегодовое количество атмосферных осадков составляет 565 мм, из которых большая часть выпадает в тёплый период. Снежный покров держится в течение 126 дней.

### Часовой пояс
Деревня Воронино, как и вся Орловская область, находится в часовой зоне МСК (московское время). Смещение применяемого времени относительно UTC составляет +3:00.

## История
В 1664 году в ходе русско-польской войны жители деревни Воронино были уведены в плен польскими войсками.
До конца XVIII века жители Любощи были лично свободными дворцовыми крестьянами. До этого времени помещиков в деревне не было.
В 1797 году Павел I пожаловал Воронино трём помещикам: Илье Андреевичу Офросимову 23 семьи (210 душ мужского пола), его брату Фёдору Андреевичу 4 семьи (15 душ мужского пола), корнету П. П. Звягинцеву 7 семей (32 души мужского пола). Таким образом жители деревни на 64 года оказались в крепостной зависимости.

## Население
| 1866 | 1926 | 1979 | 2002 | 2010 |
| ---- | ---- | ---- | ---- | ---- |
| 335  | ↗621 | ↘185 | ↘70  | ↘14  |

### Половой состав
По данным Всероссийской переписи населения 2010 года в гендерной структуре населения мужчины составляли 50 %, женщины — соответственно также 50 %.

### Национальный состав
Согласно результатам переписи 2002 года, в национальной структуре населения русские составляли 100 % из 70 чел.